# فهرست اجرام آر سی دبلیو

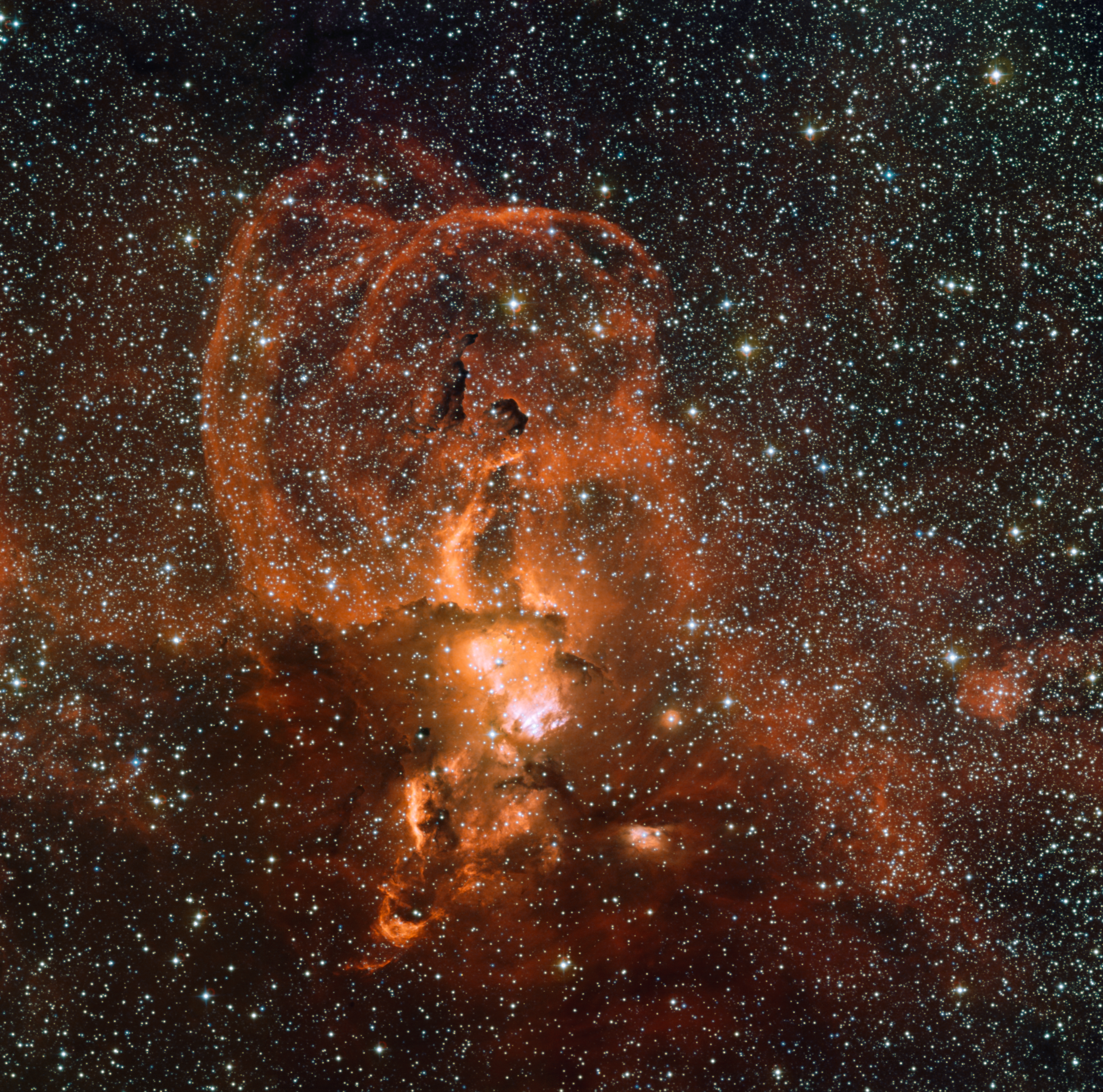
ان‌جی‌سی ۳۵۸۲، بخشی از آرسی‌دبلیو ۵۷، از مناطق بزرگ شکل‌گیری ستاره‌ها در راه‌شیری

فهرست آر سی دبلیو (برگرفته از ابتدای Rodgers, Campbell, Whiteoak) فهرستی نجومی از مناطق تابشی اچ آلفا است که در راه‌شیری جنوبی قرار دارند. این فهرست ۱۸۲ جرم دارد که بسیاری از آن‌ها (۸۴ جرم) پیش‌تر در فهرست گام آمده است.
فهرست جدیدتر کالدول برخی از اجرام آر سی دبلیو را دربر دارد. این فهرست همپوشانی بیشتری با فهرست شارپلس -۲ دارد که ۳۱۲ جرم را دسته‌بندی کرده است، اگرچه این فهرست بیش‌تر نیمکره شمالی را دربر می‌گرفت، در حالی که فهرست‌های گام و آر سی دبلیو در اصل به پوشش نیمکره جنوبی پرداخته‌اند.
فهرست آر سی دبلیو به دست الکساندر ویلیام راجرز، کولین تی. کمپبل و جان بارتلت وایت‌اوک گردآوری شده است. آن‌ها هنگامی مشغول فهرست کردن سحابی‌های جنوبی بودند که دهه‌ی ۱۳۴۰ خورشیدی زیر نظر بوک در رصدخانه کوه استرمبلو در استرالیا کار می‌کردند.

## نمونه‌ها
| آرسی‌دبلیو     | اسم           | عکس‌ها                           | دیگر اسم‌ها و معرفی                                                                          |
| ------------- | ------------- | ------------------------------- | ------------------------------------------------------------------------------------------- |
| آرسی‌دبلیو ۱۱  | آرسی‌دبلیو ۱۱  | <figure-inline></figure-inline> | شارپلس۲-۳۰۸، ال‌بی‌ان ۱-۵۲                                                                    |
| آرسی‌دبلیو ۳۴  | آرسی‌دبلیو ۳۴  | <figure-inline></figure-inline> | گام ۱۹                                                                                      |
| آرسی‌دبلیو ۳۶  | آرسی‌دبلیو ۳۶  |                                 | گام ۲۰                                                                                      |
| آرسی‌دبلیو ۳۸  | آرسی‌دبلیو ۳۸  |                                 | آرسی‌دبلیو ۳۸                                                                                |
| آرسی‌دبلیو ۴۹  | آرسی‌دبلیو ۴۹  |                                 | گام ۲۹                                                                                      |
| آرسی‌دبلیو ۵۷  | آرسی‌دبلیو ۵۷  |                                 | ان‌جی‌سی ۳۵۸۲                                                                                 |
| آرسی‌دبلیو ۸۶  | آرسی‌دبلیو ۸۶  |                                 | آرسی‌دبلیو ۸۶                                                                                |
| آرسی‌دبلیو ۸۸  | آرسی‌دبلیو ۸۸  |                                 | آرسی‌دبلیو ۸۸                                                                                |
| آرسی‌دبلیو ۱۰۶ | آرسی‌دبلیو ۱۰۶ |                                 |                                                                                             |
| آرسی‌دبلیو ۱۰۸ | آرسی‌دبلیو ۱۰۸ |                                 | گام ۵۳                                                                                      |
| آرسی‌دبلیو ۱۲۴ | ان‌جی‌سی ۶۳۰۲   |                                 | سحابی پروانه، سحابی حشره، ان‌جی‌سی ۶۳۰۲، شارپلس۲–۶، کالدول ۶۹، آرسی‌دبلیو ۱۲۴                  |
| آرسی‌دبلیو ۱۲۷ | ان‌جی‌سی ۶۳۳۴   |                                 | ان‌جی‌سی ۶۳۳۴، گام ۶۴، آرسی‌دبلیو ۱۲۷، شارپلس ۸، ESO 392-EN 009                                |
| آرسی‌دبلیو ۱۳۱ | ان‌جی‌سی ۶۳۵۷   |                                 | سحابی جنگ و صلح، گام ۶۶، آرسی‌دبلیو ۱۳۱، ان‌جی‌سی ۶۳۵۷، شارپلس۲–۱۱                             |
| آرسی‌دبلیو ۱۴۶ | سحابی مرداب   |                                 | سحابی مرداب، ام ۸، مسیه ۸، ان‌جی‌سی ۶۵۲۳، گام ۷۲، آرسی‌دبلیو ۱۴۶، شارپلس۲–۲۵                   |
| آرسی‌دبلیو ۱۴۷ | سحابی سه‌تکه   |                                 | سحابی سه‌تکه، ام ۲۰، مسیه ۲۰، ان‌جی‌سی ۶۵۱۴، آرسی‌دبلیو ۱۴۷، گام ۷۶، شارپلس۲–۳۰                 |
| آرسی‌دبلیو ۱۶۰ | سحابی اومگا   |                                 | سحابی اومگا، سحابی قو، سحابی نعل اسبی، ام ۱۷، گام ۸۱، آرسی‌دبلیو ۱۶۰، شارپلس ۴۵، ان‌جی‌سی ۶۶۱۸ |
| آرسی‌دبلیو ۱۶۵ | سحابی عقاب    |                                 | سحابی عقاب، ام ۱۶، مسیه ۱۶، ان‌جی‌سی ۶۶۱۱، آرسی‌دبلیو ۱۶۵، گام ۸۳، شارپلس۲–۴۹                  |
| آرسی‌دبلیو ۱۷۴ | دبلیو ۴۰      |                                 | شارپلس۲-۶۴                                                                                  |

## فهرست
- آرسی‌دبلیو ۱
- آرسی‌دبلیو ۲
- آرسی‌دبلیو ۳
- آرسی‌دبلیو ۴
- آرسی‌دبلیو ۵
- آرسی‌دبلیو ۶
- آرسی‌دبلیو ۷
- آرسی‌دبلیو ۸
- آرسی‌دبلیو ۹
- آرسی‌دبلیو ۱۰
- آرسی‌دبلیو ۱۱
- آرسی‌دبلیو ۱۲
- آرسی‌دبلیو ۱۳
- آرسی‌دبلیو ۱۴
- آرسی‌دبلیو ۱۵
- آرسی‌دبلیو ۱۶
- آرسی‌دبلیو ۱۷
- آرسی‌دبلیو ۱۸
- آرسی‌دبلیو ۱۹
- آرسی‌دبلیو ۲۰
- آرسی‌دبلیو ۲۱
- آرسی‌دبلیو ۲۲
- آرسی‌دبلیو ۲۳
- آرسی‌دبلیو ۲۴
- آرسی‌دبلیو ۲۵
- آرسی‌دبلیو ۲۶
- آرسی‌دبلیو ۲۷
- آرسی‌دبلیو ۲۸
- آرسی‌دبلیو ۲۹
- آرسی‌دبلیو ۳۰
- آرسی‌دبلیو ۳۱
- آرسی‌دبلیو ۳۲
- آرسی‌دبلیو ۳۳
- آرسی‌دبلیو ۳۴
- آرسی‌دبلیو ۳۵
- آرسی‌دبلیو ۳۶
- آرسی‌دبلیو ۳۷
- آرسی‌دبلیو ۳۸
- آرسی‌دبلیو ۳۹
- آرسی‌دبلیو ۴۰
- آرسی‌دبلیو ۴۱
- آرسی‌دبلیو ۴۲
- آرسی‌دبلیو ۴۳
- آرسی‌دبلیو ۴۴
- آرسی‌دبلیو ۴۵
- آرسی‌دبلیو ۴۶
- آرسی‌دبلیو ۴۷
- آرسی‌دبلیو ۴۸
- آرسی‌دبلیو ۴۹
- آرسی‌دبلیو ۵۰
- آرسی‌دبلیو ۵۱
- آرسی‌دبلیو ۵۲
- آرسی‌دبلیو ۵۳
- آرسی‌دبلیو ۵۴
- آرسی‌دبلیو ۵۵
- آرسی‌دبلیو ۵۶
- آرسی‌دبلیو ۵۷
- آرسی‌دبلیو ۵۸
- آرسی‌دبلیو ۵۹
- آرسی‌دبلیو ۶۰
- آرسی‌دبلیو ۶۱
- آرسی‌دبلیو ۶۲
- آرسی‌دبلیو ۶۳
- آرسی‌دبلیو ۶۴
- آرسی‌دبلیو ۶۵
- آرسی‌دبلیو ۶۶
- آرسی‌دبلیو ۶۷
- آرسی‌دبلیو ۶۸
- آرسی‌دبلیو ۶۹
- آرسی‌دبلیو ۷۰
- آرسی‌دبلیو ۷۱
- آرسی‌دبلیو ۷۲
- آرسی‌دبلیو ۷۳
- آرسی‌دبلیو ۷۴
- آرسی‌دبلیو ۷۵
- آرسی‌دبلیو ۷۶
- آرسی‌دبلیو ۷۷
- آرسی‌دبلیو ۷۸
- آرسی‌دبلیو ۷۹
- آرسی‌دبلیو ۸۰
- آرسی‌دبلیو ۸۱
- آرسی‌دبلیو ۸۲
- آرسی‌دبلیو ۸۳
- آرسی‌دبلیو ۸۴
- آرسی‌دبلیو ۸۵
- آرسی‌دبلیو ۸۶
- آرسی‌دبلیو ۸۷
- آرسی‌دبلیو ۸۸
- آرسی‌دبلیو ۸۹
- آرسی‌دبلیو ۹۰
- آرسی‌دبلیو ۹۱
- آرسی‌دبلیو ۹۲
- آرسی‌دبلیو ۹۳
- آرسی‌دبلیو ۹۴
- آرسی‌دبلیو ۹۵
- آرسی‌دبلیو ۹۶
- آرسی‌دبلیو ۹۷
- آرسی‌دبلیو ۹۸
- آرسی‌دبلیو ۹۹
- آرسی‌دبلیو ۱۰۰
- آرسی‌دبلیو ۱۰۱
- آرسی‌دبلیو ۱۰۲
- آرسی‌دبلیو ۱۰۳
- آرسی‌دبلیو ۱۰۴
- آرسی‌دبلیو ۱۰۵
- آرسی‌دبلیو ۱۰۶
- آرسی‌دبلیو ۱۰۷
- آرسی‌دبلیو ۱۰۸
- آرسی‌دبلیو ۱۰۹
- آرسی‌دبلیو ۱۱۰
- آرسی‌دبلیو ۱۱۱
- آرسی‌دبلیو ۱۱۲
- آرسی‌دبلیو ۱۱۳
- آرسی‌دبلیو ۱۱۴
- آرسی‌دبلیو ۱۱۵
- آرسی‌دبلیو ۱۱۶
- آرسی‌دبلیو ۱۱۷
- آرسی‌دبلیو ۱۱۸
- آرسی‌دبلیو ۱۱۹
- آرسی‌دبلیو ۱۲۰
- آرسی‌دبلیو ۱۲۱
- آرسی‌دبلیو ۱۲۲
- آرسی‌دبلیو ۱۲۳
- آرسی‌دبلیو ۱۲۴
- آرسی‌دبلیو ۱۲۵
- آرسی‌دبلیو ۱۲۶
- آرسی‌دبلیو ۱۲۷
- آرسی‌دبلیو ۱۲۸
- آرسی‌دبلیو ۱۲۹
- آرسی‌دبلیو ۱۳۰
- آرسی‌دبلیو ۱۳۱
- آرسی‌دبلیو ۱۳۲
- آرسی‌دبلیو ۱۳۳
- آرسی‌دبلیو ۱۳۴
- آرسی‌دبلیو ۱۳۵
- آرسی‌دبلیو ۱۳۶
- آرسی‌دبلیو ۱۳۷
- آرسی‌دبلیو ۱۳۸
- آرسی‌دبلیو ۱۳۹
- آرسی‌دبلیو ۱۴۰
- آرسی‌دبلیو ۱۴۱
- آرسی‌دبلیو ۱۴۲
- آرسی‌دبلیو ۱۴۳
- آرسی‌دبلیو ۱۴۴
- آرسی‌دبلیو ۱۴۵
- آرسی‌دبلیو ۱۴۶
- آرسی‌دبلیو ۱۴۷
- آرسی‌دبلیو ۱۴۸
- آرسی‌دبلیو ۱۴۹
- آرسی‌دبلیو ۱۵۰
- آرسی‌دبلیو ۱۵۱
- آرسی‌دبلیو ۱۵۲
- آرسی‌دبلیو ۱۵۳
- آرسی‌دبلیو ۱۵۴
- آرسی‌دبلیو ۱۵۵
- آرسی‌دبلیو ۱۵۶
- آرسی‌دبلیو ۱۵۷
- آرسی‌دبلیو ۱۵۸
- آرسی‌دبلیو ۱۵۹
- آرسی‌دبلیو ۱۶۰
- آرسی‌دبلیو ۱۶۱
- آرسی‌دبلیو ۱۶۲
- آرسی‌دبلیو ۱۶۳
- آرسی‌دبلیو ۱۶۴
- آرسی‌دبلیو ۱۶۵
- آرسی‌دبلیو ۱۶۶
- آرسی‌دبلیو ۱۶۷
- آرسی‌دبلیو ۱۶۸
- آرسی‌دبلیو ۱۶۹
- آرسی‌دبلیو ۱۷۰
- آرسی‌دبلیو ۱۷۱
- آرسی‌دبلیو ۱۷۲
- آرسی‌دبلیو ۱۷۳
- آرسی‌دبلیو ۱۷۴
- آرسی‌دبلیو ۱۷۵
- آرسی‌دبلیو ۱۷۶
- آرسی‌دبلیو ۱۷۷
- آرسی‌دبلیو ۱۷۸
- آرسی‌دبلیو ۱۷۹
- آرسی‌دبلیو ۱۸۰
- آرسی‌دبلیو ۱۸۱
- آرسی‌دبلیو ۱۸۲

## نگاهی به این‌ها هم بیندازید
- فهرست اجرام شارپلس
- فهرست اجرام گام
- فهرست اجرام کالدول
- فهرست مناطق شکل‌گیری ستاره‌ها در گروه محلی